# 펑샤오웨
펑샤오웨(중국어: 鳳小岳, 병음: Fèng Xiǎoyuè, 한자음: 봉소악, 영어: Rhydian Vaughan 리디언 본[*], 1988년 3월 10일 ~ )은 영국과 대만의 배우이다. 어머니가 대만인이고 아버지가 영국인인 혼혈이며, 영어 이름은 리디언 본(Rhydian Vaughan)이라 한다.